# Људи лептирових крила
Људи лептирових крила је збирка песама у прози из 2007, редитеља и писца Слободана Ж. Јовановића. Збирка је састављена из два дела. Први део збирке чине бајке о људима са лептировим крилима, а други део чине легенде о долини са окамењеним стопалима. 
Илустрације инспирисане причама радила је Јадранка Нанић Јовановић и заједно са причама чине симбиозу.
Збирка је штампана 2007. године у приватном издању Драгомира Џамбића под редним бројем 2. 